# Hehlrath

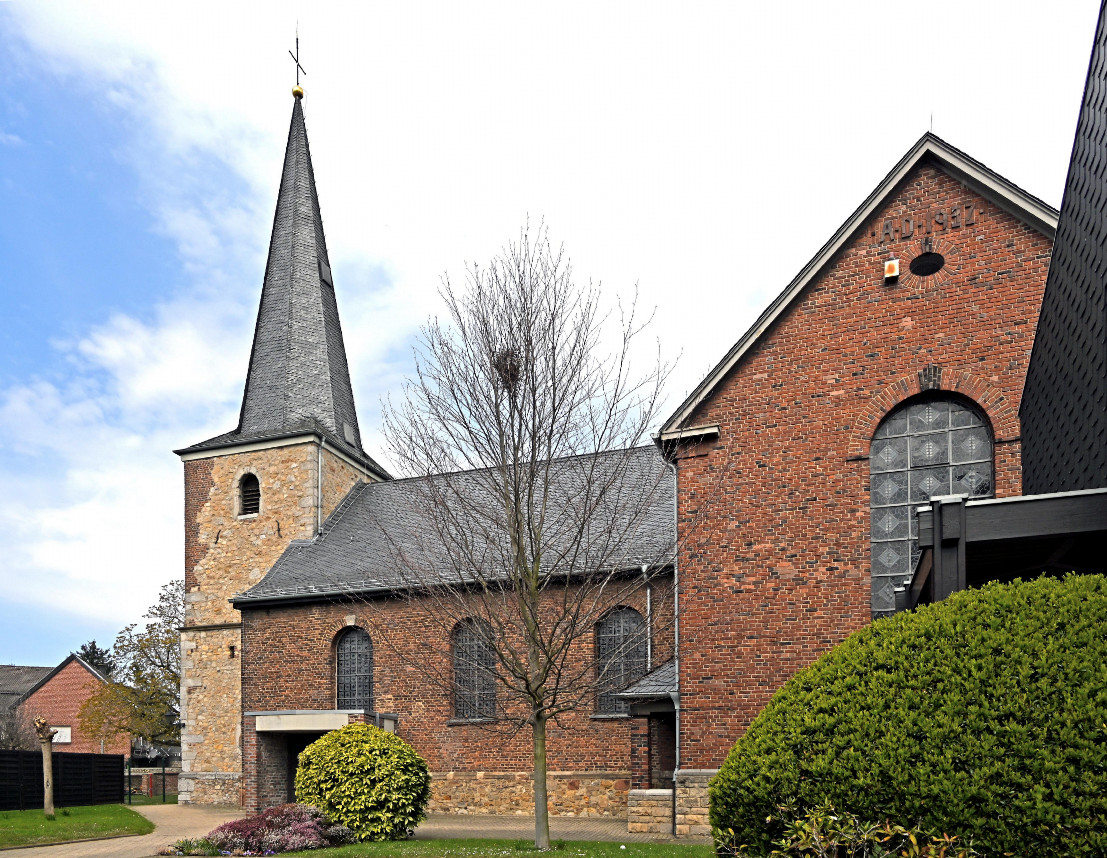
Pfarrkirche St. Cäcilia Hehlrath mit Barockaltar; Glocken aus dem 12. Jhd. im Landesmuseum Münster bezeugen einen romanischen Ursprung

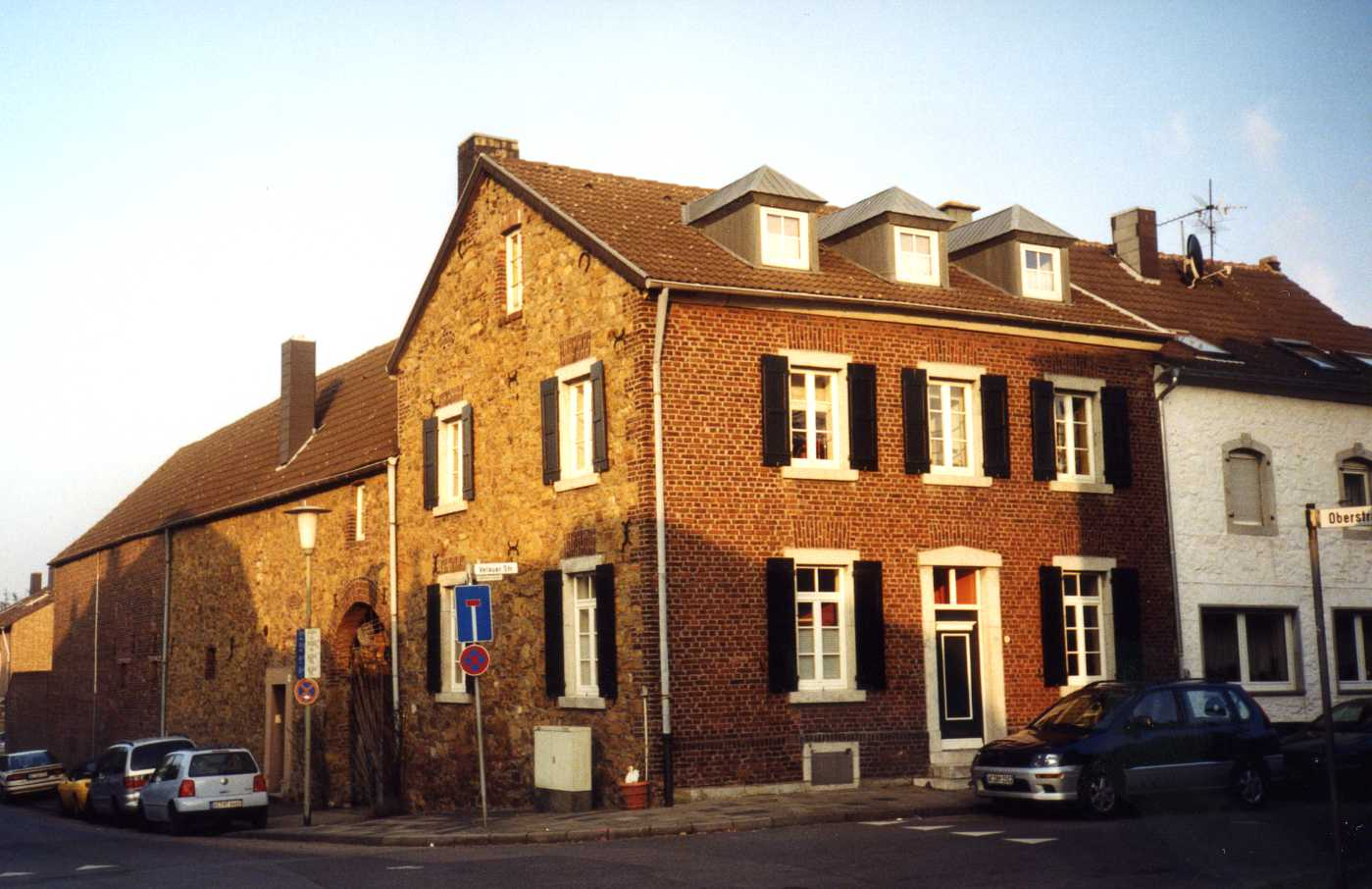
Hofstätte des Rickalt von H(a)elrode, auch genannt von Ko(e)ttingen (Richard von Heilrath/Hehlrath, geb. ca. 1370; siegelt 1426 mit dem „gezahnten“ Kreuz – ein Muschelkreuz); Bruchsteinhaus mit Blausteinfenstern Ecke Velauer Straße/Oberstraße; später: Hüsgens- und Siegershof

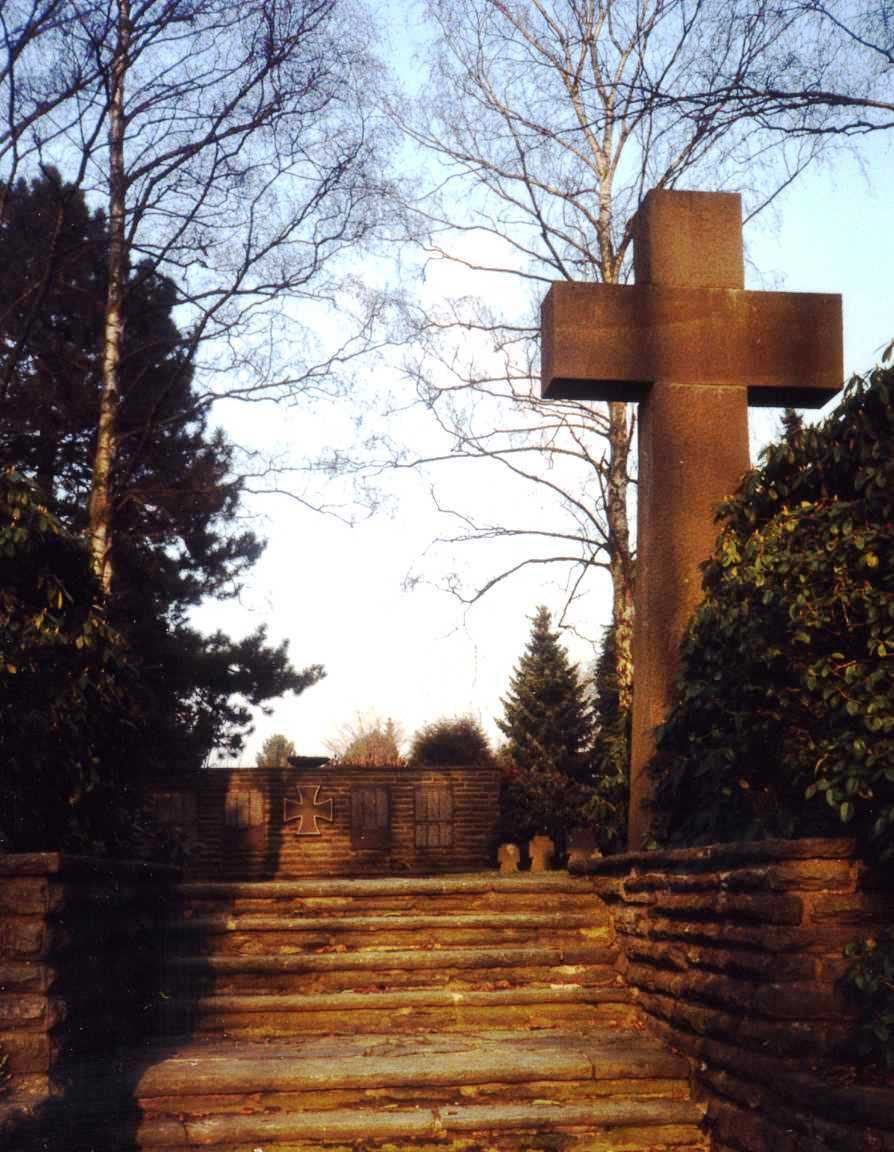
Ehrenfriedhof Oberstraße – mit den Gräbern vieler junger Soldaten aus der Ardennenschlacht

Hehlrath ist ein nordwestlicher Stadtteil von Eschweiler in der Städteregion Aachen in Nordrhein-Westfalen und bildet einen Doppelstadtteil mit Kinzweiler.

## Geschichte
Der  Schöffe „Gerardus de Helrode“ wird in zwei voneinander unabhängigen Quellen erwähnt: in einer Urkunde des Aachener Gerichts vom 22. November 1219 und im Totenbuch des Aachener Marienstifts, wo (ca. 1234) eine Stiftung anlässlich seines Todes notiert ist. Seine 1214 in Brabant genannten Vorgänger waren "Deyso und Joannis de Helrode", also Desiderius und Johannes van Helrode, und "Wilelmus (Wilhelm) van Helrode", der um 1250 sowohl in einer Brabanter Urkunde als Zeuge bei einer Wohltätigkeit für ein Kloster als auch in der Reihe der Aachener Schöffen genannt ist. In einem mittelalterlichen Ritterepos aus Flandern („Ridderdicht“) aus dem 14. Jahrhundert in 2 Teilen mit dem Titel: „De Grimbergsche oorlog“ (Der Krieg zu Grimbergen (in flämisch Brabant)) kommt als gemeinsamer Vorfahre der Name "Goswinus van Helrode" vor. Als zu dessen Brabanter Sippe gehörend sind die Namen Walter, Arnold, Gillis, Gottfried, Reinhard, Henricus, Balduinus mit Frau Odilie und Sohn Walter und Ludwinus de Helrode genannt sowie etwas später Jan, Michael, Hendrik, Söhne von Lambert und Cäcilia de Helrode. 
Als die Hehlrather Nachfahren des Gerhard von Hehlrath (1219) sind bekannt: Conradus de Helrode (1234), Rutcherius de Helrode (1252), beide auch als Schöffen in Aachen tätig, sowie Tochter Margaretha de Helrode (verheiratet mit Gerard de Punt (Pont; Aachen: vgl. Ponttor)), Rikald de Helrode gen. von Koettingen und dessen Sohn Jordan, der eine Fehde gegen die Stadt Aachen führte. Das Helroder Geschlecht in Hehlrath führte ein Wappen mit drei Steinhämmern – analog zu den drei alten Steingruben auf dem Hohen Berg in Richtung Merzbrück, Broichweiden und Haaren, wo sie nachweislich Besitztum hatten (Es gibt noch heute daher rührende Flurbezeichnungen dort: "Im Hellekessel" und "Helleter Feldchen" - dies sogar als Straßennamen in Broichweiden). Der 22. November 1219 ist also auch das Datum der ersten urkundlichen Erwähnung der Ortschaft Hehlrath. 
Noch bis zum Jahr 1506, als der Altar der ersten Kapelle durch den Kölner Weihbischof Theoderich konsekriert wurde, mussten die Hehlrather nach Lohn zum Gottesdienst. 1787 wurde die baufällige Kirche abgerissen und durch eine neue Kirche ersetzt, deren Hauptschiff bis heute steht. Zur selbstständigen Pfarre wurde Hehlrath im Jahr darauf erhoben – mit den Patroninnen Hl. Cäcilia und Hl. Thekla. 1831 wurde mit dem Bau eines Schulhauses begonnen, das nicht vollendet wurde. 1932 wurde die Kirche um den Vorbau erweitert, und am 2. Februar 1985 wurde das Pfarrheim eingeweiht.
Hehlrath gehörte vom 18. Jahrhundert bis 1859 zu Eschweiler, bildete von 1859 bis 1972 zusammen mit Kinzweiler und St. Jöris die aus Eschweiler ausgegliederte Gemeinde Kinzweiler im Landkreis Aachen und kam am 1. Januar 1972 zusammen mit Kinzweiler und St. Jöris wieder zu Eschweiler. Postleitzahl von 1961 bis 1972 war 5181 Hehlrath (über Eschweiler). 1950 fiel der alte Ortsteil Velau dem Braunkohletagebau zum Opfer. Mit großer Resonanz feierte der Ort mit allen Vereinen im Jahr 2019 sein 800-jähriges Bestehen.

### Einwohnerentwicklung
| Hier fehlt eine Grafik, die leider im Moment aus technischen Gründen nicht angezeigt werden kann. Wir arbeiten daran! |       |
| 2013 | 1.294 |
| 2014 | 1.303 |
| 2015 | 1.311 |
| 2016 | 1.312 |
| 2017 | 1.324 |
| 2018 | 1.314 |
| Quelle: Werte jeweils zum 31. Dezember des Jahres.                                                                    |       |

## Sehenswürdigkeiten
Sehenswert ist vor allem die unter Denkmalschutz stehende Pfarrkirche St. Cäcilia mit ihrem barocken Hochaltar aus dem Kapuzinerkloster Aldenhoven, 17. Jahrhundert.
Karnevalssymbol Hehlraths ist die Kuh „Billa“, deren Denkmal gegenüber dem Ehrenfriedhof an der Oberstraße steht.
Der Spielmannszug Hehlrath wurde im Jahre 1920 gegründet und zählt dadurch zu einem der ältesten Spielmannszüge im Stadtgebiet.

## Verkehr
Die beiden Bushaltestellen Schwarzwaldstraße und Westerwaldstraße werden von den AVV-Linien 28 und EW6 der ASEAG bedient, letztere als Anruflinientaxi.
| Linie | Verlauf |
| ----- | --- |
| 28    | Alsdorf-Annapark – Schaufenberg – Siedlung Ost – Mariadorf – Hoengen – Warden – Kambach – Kinzweiler – Hehlrath – Röhe – Eschweiler Bushof – Rathaus – Herz-Jesu-Kirche – Weisweiler – Hücheln (– Langerwehe Bf – Langerwehe Schulzentrum) |
| EW6   | Anruflinientaxi: St. Jöris Bf – Kinzweiler – Hehlrath |

Die nächsten Autobahnanschlüsse sind Eschweiler-West (5a) auf der A 4 und Alsdorf (5b) auf der A 44. Die nächsten Bahnhöfe sind Eschweiler-St. Jöris der Euregiobahn und Eschweiler Hbf an der Schnellfahrstrecke Köln–Aachen.

## Söhne und Töchter des Orts
- Martin Schulz (* 1955), Politiker, ehemaliger SPD-Vorsitzender und Kanzlerkandidat, ehemaliger Präsident des Europaparlaments und ehemaliger Vorsitzender der SPE-Fraktion im Europäischen Parlament.

## Kurioses
In früheren Jahrhunderten waren die Bewohner von Hehlrath aus unbekannten Gründen als Hexenmeister verschrien. Vor allem sollen Mitglieder einzelner Bauernfamilien die Fähigkeit besessen haben, sich in Werwölfe zu verwandeln. Hintergrund dieser vor allem im benachbarten Ort Kinzweiler gern erzählten Sage ist vermutlich der in vielen Teilen des Rheinlandes verbreitete Brauch der jungen Männer, beim Freien um die Mädchen jede unerwünschte Konkurrenz aus anderen Dörfern dadurch fernzuhalten, dass man den Nebenbuhlern nachts auf den Rücken sprang, sich wie ein reißender Wolf aufführte und den Burschen aus dem Nachbardorf gründlich verprügelte oder in einen Bach stieß. Da die Furcht vor Werwölfen im Gebiet an der Inde weit verbreitet war, glaubte der Überfallene durchaus, er sei Opfer einer Attacke durch ein solches Zauberwesen geworden und hütete sich, noch einmal zu seinem Schatz in Hehlrath zu gehen.